# هنري هورويتز جونيور
هنري هورويتز جونيور (بالإنجليزية: Henry Hurwitz, Jr.)‏ هو فيزيائي أمريكي، ولد في 25 ديسمبر 1918 في نيويورك في الولايات المتحدة، وتوفي في 14 أبريل 1992 في سكنيكتادي في الولايات المتحدة.